# Maria Pognon
Maria Pognon, alla nascita Maria Rengnet (Honfleur, 15 febbraio 1844 – Sydney, 17 aprile 1925), è stata una giornalista, attivista e femminista francese.
Ha partecipato alla lunga lotta per l'emancipazione femminile sotto la Terza Repubblica. È stata presidente della Ligue pour le Droit des Femmes (Lega per i diritti della donna) e membro del consiglio di amministrazione della Société française d’arbitrage entre les Nations (Società francese per l'arbitrato tra le nazioni) ed è altresì conosciuta per essere stata nel gruppo di sedici donne che insieme a Maria Deraismes e Georges Martin crearono l'Ordine massonico misto e internazionale Le Droit Humain, il primo ad accogliere le donne in Massoneria con pari diritti e dignità degli uomini.

## Biografia
Maria Pognon era figlia di Julien Rengnet, un copritore (muratore specializzato nella costruzione di tetti di ardesia) di Honfleur, e sorella di Myrtille.
Sposa Raymond Pognon nel 1873 da cui ebbe due figli, Mathilde e Raymond. Nel 1888 andò a vivere a Parigi, dove prese in gestione un albergo di lusso nell'VIII arrondissement.
Introdotta al femminismo da sua sorella, entra a far parte della Lega francese per i diritti della donna nel 1882, creata questo stesso anno da Léon Richer; nel 1891, ne diviene il nuovo presidente.
Pognon considerava Virginie Griess-Traut come il suo mentore nel femminismo e nel pacifismo.
Viene iniziata in Massoneria nella prima loggia massonica mista creata da Maria Deraismes, la Grande Loge symbolique écossaise: Le Droit Humain nel momento della sua creazione, nel 1893. Poiché assente il giorno della fondazione della Loggia, si decide di riceverla al grado di Apprendista per comunicazione e di farle prestare il suo giuramento in un momento successivo. La sua ricezione ebbe luogo nel 1894, quando si unì ad altre femministe impegnate nell'emancipazione delle donne.
Nel 1896 presiede il Congresso internazionale sulla condizione e i diritti della donna. Dal podio, Maria Pognon brinda persino ad una "bicicletta egualitaria e livellante con la quale si otterrà l'emancipazione delle donne". I suoi discorsi impressionano la giornalista Marguerite Durand che è venuta a seguire il congresso per conto di Le Figaro: “...Sono stata colpita dalla logica del discorso, dalla fondatezza delle rivendicazioni e dalla padronanza con cui la Presidente Maria Pognon ha saputo dominare la tempesta e guidare il dibattito”.
Così l'anno successivo, il 9 dicembre 1897, Marguerite Durand lancia La Fronde, un diario interamente scritto, prodotto e venduto da donne, con l'intenzione di riferire sull'attività dei principali gruppi femministi, al quale, naturalmente, invita a partecipare anche Maria. Costei può quindi rivendicare per le donne il motto socialista “Ad uguale lavoro, uguale retribuzione":
Scriverà: “Gli uomini avanzano, di classe in classe, fino alla carica di direttore; perché le donne, che hanno dimostrato nel loro lavoro capacità uguali a quelle degli uomini, sono escluse da qualsiasi lavoro remunerativo? Stiamo aspettando la risposta!”.
Nel 1900 al Congrès de la condition et des droits des femmes (Congresso sulla condizione e sui diritti delle donne), respinge il termine "femminismo borghese" con cui alcuni socialisti etichettano la lotta delle donne. Maria Pognon si unisce al Conseil national des femmes françaises (Consiglio nazionale delle donne francesi) istituito nel 1901 sotto la direzione di Isabelle Bogelot e in compagnia di Sarah Monod, Adrienne Avril de Sainte-Croix, Julie Siegfried, Marie Bonnevial, Louisa Wiggishoff.
Nel 1904, vedova, lascia Parigi e la direzione della Lega per stabilirsi con sua figlia presso suo figlio in Nuova Caledonia.
Nel 1906 si trasferisce in Australia con la figlia Mathilde, chiamata come lettrice all'Università di Sydney. Maria non lascerà più l'Australia. Suo figlio Raymond resterà in Nuova Caledonia mentre Mathilde sposerà il giornalista e critico d'arte australiano Gerald Marr Thompson nel 1932.